# Ligne de trolleybus 29 (Liège)
La ligne 29 est une ancienne ligne du trolleybus de Liège qui reliait Liège à Chênée.

## Histoire
Cette ligne a été créée en janvier 1938 en remplacement de la ligne de tramway 19. Son chemin fut modifié de nombreuses fois à cause de la Seconde Guerre Mondiale, qui a durement frappé le nord de la France et la Belgique. En mars 1969, le trolleybus est remplacé par le bus sur cette ligne, marquant sa fin.

### Monographies
- Jean-Géry Godeaux, Les tramways au pays de Liège, t. 3 : Liège aux fils des trolleybus, Groupement belge pour la promotion et l'exploitation touristique du transport ferroviaire (GTF), 2001, 490 p.